# Sarmientosaurus
Sarmientosaurus musacchioi is een plantenetende sauropode dinosauriër, behorend tot de Titanosauria, die tijdens het late Krijt leefde in het gebied van het huidige Argentinië.

## Vondst en naamgeving
In 1997 vond Rubén D.F. Martínez, op de Estancia Laguna Palacios van de familie Goicoechea in de provincie Chubut, een schedel van een sauropode. Die bleek vast de zitten aan de voorste nek. Een gedeelte van het fossiel kon worden geborgen en werd door een helikopter van het Argentijnse leger uit de ontoegankelijke locatie getransporteerd.
In 2016 werd de typesoort Sarmientosaurus musacchioi benoemd en beschreven door Rubén Darío Francisco Martínez, Matthew C. Lamanna, Fernando Emilio Novas, Ryan C. Ridgely,
Gabriel Andrés Casal, Javier E. Martínez, Javier R. Vita en Lawrence M. Witmer. De geslachtsnaam is afgeleid van de stad Sarmiento. De soortaanduiding eert wijlen Eduardo Musacchio, een docent aan de Universidad Nacional de la Patagonia San Juan Bosco die in 2011 overleed. Aangezien de naam gepubliceerd werd in het elektronisch tijdschrift PLoS ONE waren er Life Science Identifiers nodig om hem geldig te doen zijn. Die zijn 537DFE26-54EC-4978-AC86-E83A04FA74DE voor het geslacht en C1090B8D-D051-44F3-B869-8B4A0C802176 voor de soort.
Het holotype, MDT-PV 2, is in situ gevonden in het bovenste deel van de Lower Member van de Bajo Barreal-formatie (Sierra Nevada-anticline, Golfo San Jorge Basin, zuidcentrale provincie Chubut, Chubut Group, Centraal-Patagonië, Argentinië). De laag bestaat uit zandsteen dat tufsteen bevat, en dateert uit het Cenomanien-Turonien (Boven-Krijt; 100,5 tot 89,8 Ma). Het holotype bestaat uit een schedel met onderkaken en de voorste nek tot en met de zevende halswervel. De atlas en vierde halswervel waren zo zwaar geërodeerd dat ze bij de preparatie in het laboratorium niet konden worden gered. Het fossiel is van een oud individu. De schedel is een van de weinige die van de Titanosauria bekend zijn. Naast de nek werd een langwerpige structuur aangetroffen die geïdentificeerd werd als een verbeende pees. Ook dat is een unieke vondst. Het fossiel werd verder bestudeerd met een CAT-scan.
Een lastig vraagstuk is of het taxon niet identiek is aan de sauropode Epachthosaurus uit dezelfde formatie. Op zich valt deze hypothese niet te weerleggen daar het gevonden materiaal van beide soorten niet overlapt. Het werd echter minder waarschijnlijk geacht omdat ze in een kladistische analyse op verschillende plaatsen in de stamboom uitvielen en omdat er in de formatie meer titanosaurisch materiaal is gevonden dat met zekerheid niet aan Epachthosaurus kan worden toegewezen. Misschien is dat van Sarmientosaurus en in ieder geval wijst het op een variatie waarin voor verschillende soorten plaats is. Zo is er ook schedelmateriaal gevonden dat weer niet van Sarmientosaurus kan zijn. Ook Campylodoniscus zou een ouder synoniem kunnen zijn maar dat geslacht is slechts gebaseerd op een stuk bovenkaaksbeen en wordt gemeenlijk als een nomen dubium beschouwd.
In de dinosauriërfauna van de Bajo Barreal-formatie komen nog de volgende genera voor: Aniksosaurus darwini Martínez & Novas 2006, Drusilasaura deseadensis Navarrete, Casal & Martínez 2011, Notohypsilophodon comodorensis Martínez 1998, Secernosaurus koerneri Brett-Surman 1979, en Xenotarsosaurus bonapartei Martínez et al. 1986. Ook tanden van niet-geïdentificeerde carcharodontosauriden (Stromer, 1931) en dromaeosauriden (Matthew & Brown, 1922) werden aangetroffen.

## Geologie van de Chubut Group

### Algemeen

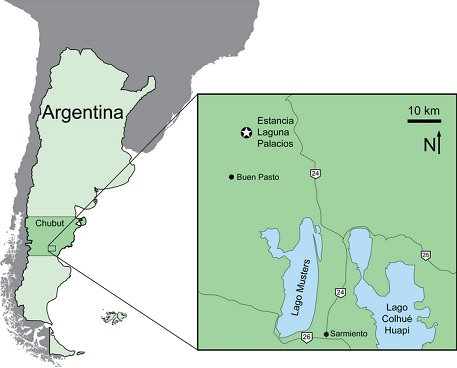
Kaart van de provincie Chubut in Centraal-Patagonië, Argentinië, met de typelocatie te Estancia Laguna Palacios van Sarmientosaurus musacchioi Martínez et al. (2016) (gewijzigd naar Ibiricu et al., 2001)

De Krijtontsluitingen van de Chubut Group strekken zich van het midden en zuiden van de provincie Chubut tot het noorden van Santa Cruz uit. De Chubut Group bestaat uit drie eenheden in de hooglanden van San Bernardo en omgeving, van oud naar jong: Castillo-formatie, Bajo Barreal-formatie en Laguna Palacios-formatie. De drie formaties hebben ondergrondse equivalenten in de Golfo San Jorge Basin en ontsluitingen in het noordelijke gebied. Sommige auteurs hebben diverse varianten voorgesteld voor de onderverdeling van de Chubut Group en voor equivalentie tussen de formaties. Op de formaties van de Chubut Group liggen in sommige gebieden discordant de Paso del Sapo- en Lefipán-formaties, die uit mariene afzettingen uit het Maastrichtien bestaan, en de Salamanca- en Río Chico-formaties. De Salamanca-formatie bestaat ook uit mariene afzettingen en de Rio Chico-formatie uit Paleocene afzettingen met uitgestrekte basaltplaten.

### Bajo Barreal-formatie
In de "Lower Member" zijn tufsteen en zandsteen met een afwisseling van zandige tufsteen en zeldzame horizonten met asachtige tufsteen dominant. De zandsteenlagen worden geleidelijk dikker totdat zij in het bovenste deel van de member dominant zijn. In de Bajo Barreal-formatie kan gewoonlijk een bepaalde lithostratigrafische cyclus onderscheiden worden. Deze cyclus begint met zandsteen waarin systematisch de korrelgrootte of de grootte van de klasten wijzigt van de basis van de gesteentelaag tot de top. In deze toplagen komen verspreide resten van dinosauriërs voor. De zandsteen gaat over in tufsteen, waarop zich paleosol ontwikkeld heeft dat later door helderkleurige, gelaagde banken met tufsteen bedekt werd. De dikke zandsteenlagen van de bovenste sector bevatten grote hoeveelheden goed bewaarde fossielen van dinosauriërs. De "Upper Member" toont een duidelijke vermindering in het aantal zandsteenlagen, en bevat geleidelijk meer en meer modderige banken. Horizonten met kleine wortels en paleosols komen algemeen voor. De zandsteenlagen hebben een lensvormige doorsnede en vertonen de hydrologische kenmerken van meanderende stromen.

## Beschrijving

### Grootte en onderscheidende kenmerken
Sarmientosaurus heeft een geschatte lengte van twaalf meter en een gewicht van tien ton.
De beschrijvers wisten negen onderscheidende kenmerken vast te stellen. Het zijn alle autapomorfieën, unieke afgeleide eigenschappen. De oogkas beslaat 40% van de lengte van de schedel. De opgaande tak van het bovenkaaksbeen steekt bij de bovenste snuitrand in een bovenste tak van het traanbeen, door welke tak het aan de buitenkant en binnenkant omvat wordt. De binnenrand van het achterdeel van de opgaande tak van het bovenkaaksbeen raakt het benige neusgat met een lage maar goedgevormde richel. De onderste achterkant van de opgaande tak van het quadratojugale draagt een tongvormig uitsteeksel dat naar binnen uitstekend de achterkant van het quadratum overlapt. In de hersenpan zijn er drie aparte uitgangen voor de nervus trigeminus. Er ontbreekt een binnenste aderkanaal dat de hypofysesteel met de onderkant van de hersenstam verbindt. De premaxillaire tanden staan verticaal, de maxillaire tanden hellen naar voren en de dentaire tanden hellen naar achteren. De middelste halswervels hebben balkvormige in plaats van plaatvormige richels tussen het wervellichaam en de voorste gewrichtsuitsteeksels. Een extreem langwerpige en slanke verbeende pees loopt langs de halswervels en nekribben in een lage zijwaartse positie.

### Skelet

#### Schedel
De schedel heeft een lengte van drieënveertig centimeter en achteraan een hoogte van vierentwintig centimeter en een breedte van 245 millimeter. In bovenaanzicht is de schedel tongvormig, zij het met een vrij spitse snuitpunt. In zijaanzicht is de snuit plat en hol gebogen; in de holte lagen wellicht de lage vlezige neusopeningen. De fenestra antorbitalis is relatief klein. De oogkas is bijzonder groot en de horizontale afstand tussen de bovenste achterhoek en de voorste onderhoek bedraagt zo'n 40% van de totale schedellengte.

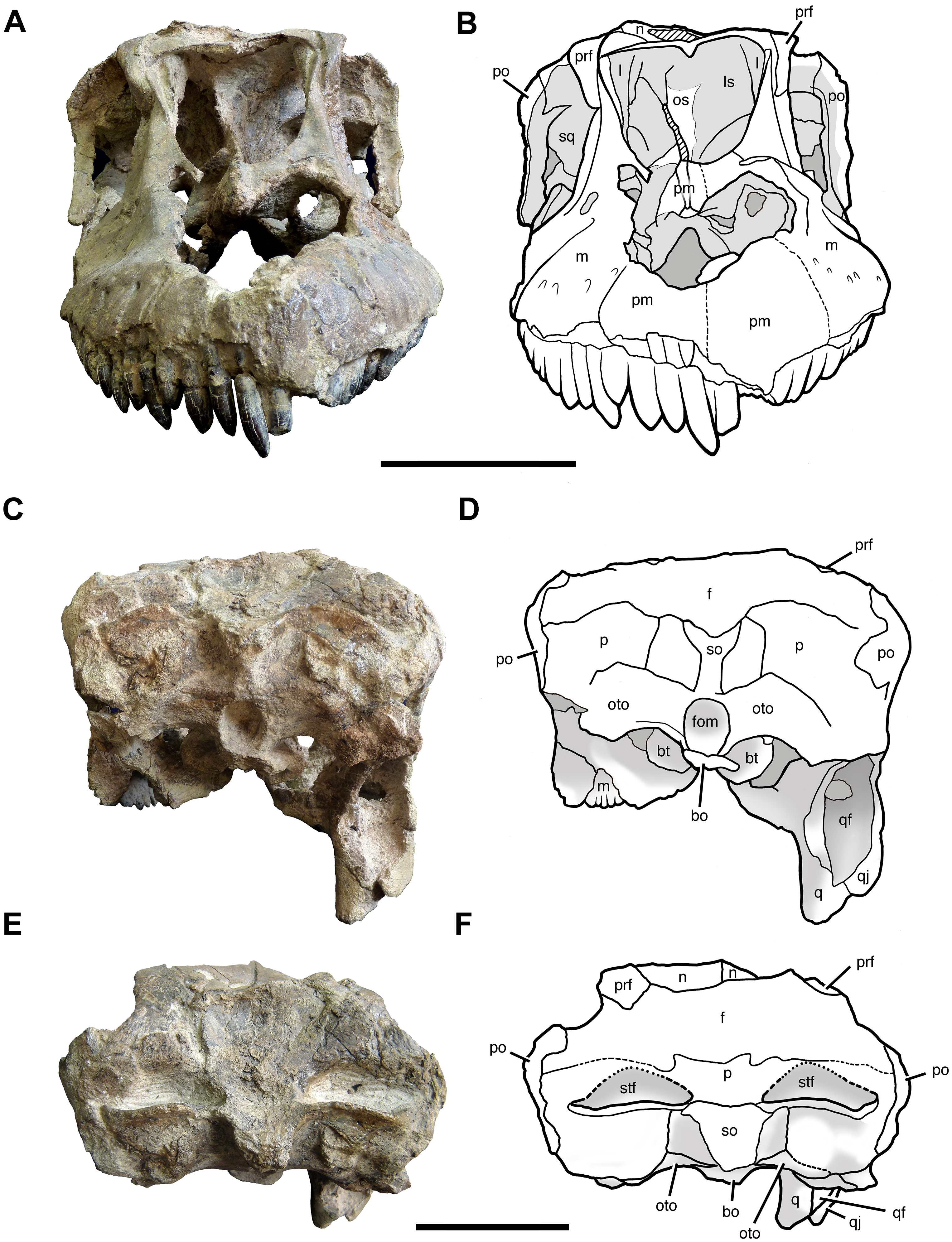
De schedel in vooraanzicht en van de zijkanten bezien

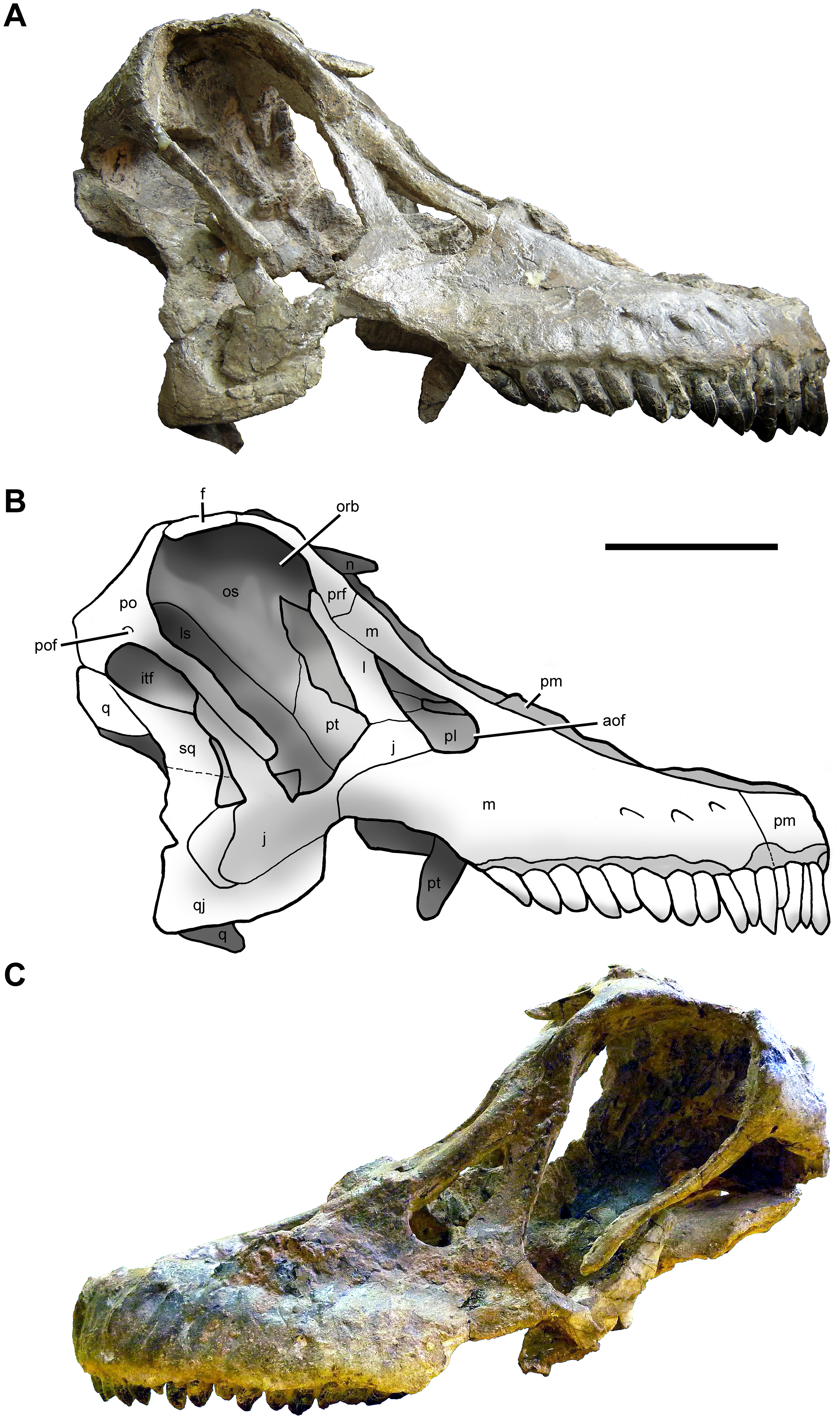
De schedel van Sarmientosaurus

De voorste snuitbeenderen, de praemaxillae, zijn vrij kort en vormen een in zijaanzicht bol gebogen voorste snuitrand. Ze dragen ieder vier verticale tanden. Het bovenkaaksbeen of maxilla is tamelijk lang en stevig. De achterste onderrand heeft de typische titanosaurische brede inkeping. De achterste tak is nogal langwerpig. De opgaande tak heeft een complexe verbinding met het traanbeen nabij de hooggelegen benige neusgaten. De linkermaxilla draagt twaalf tanden, de rechter elf. De tanden hellen naar achteren. De tandrij bedraagt 64% van de lengte van het bovenkaaksbeen wat veel is voor een titanosauriër en een basaal kenmerk. Het neusbeen is plat en rechthoekig. Het traanbeen is langwerpig en heeft een korte voorste tak. Het bovenkaaksbeen raakt het prefrontale, de uiterste bovenkant van het traanbeen bedekkend. Het prefrontale is halvemaanvormig, een afgeleid kenmerk, met een driehoekige voorste tak. De voorhoofdsbeenderen of frontalia zijn sterk vergroeid, een teken van hoge ouderdom, en tamelijk kort, zonder welving. De wandbeenderen of parietalia maken deel uit van de randen van de bovenste slaapvensters die opvallend dicht bij elkaar liggen en dwars staan op de lengteas van de schedel, beide basale kenmerken die weerspiegelen dat de neusholte nog niet zo extreem gezwollen was dat de oogkassen zijwaarts gedrongen werden. Het postorbitale is T-vormig. De achterste tak heeft een aderkanaal vlak bij de kruising met de neergaande tak. Het squamosum raakt het bovenste slaapvenster niet, een afgeleid kenmerk. Het jukbeen heeft een ongebruikelijke bouw: het is L-vormig met een zeer lange voorste tak en een vrijwel afwezige achterste tak. Het quadratojugale is L-vormig. De onderste tak heeft een bolle onderrand en is naar voren toe niet verhoogd. Van onderen bekeken vormt de binnenrand van de opgaande tak een tongvormig uitsteeksel dat het quadratum overlapt. Bij het quadratum is de fossa quadratica relatief smal en matig schuin naar buiten gericht. Het quadratum is in zijaanzicht gedeeltelijk zichtbaar, een kenmerk dat eerder alleen van de Nemegtosauridae bekend was.
In het verhemelte is het ectopterygoïde opvallend kort.
Op het achterhoofd bevindt zich een rechthoekig uitsteeksel, gevormd door het centrale supraoccipitale, op de dwarskam. De processus paroccipitales steken zijwaarts uit. Het achterhoofdsgat is een staande ovaal. Aan beide zijden bevinden zich twee openingen voor de twaalfde hersenzenuw, de nervus hypoglossus, een basaal kenmerk: meer afgeleide titanosauriërs hebben er maar één per zijde. De nervus trigeminus heeft aparte extra openingen voor de takken naar zowel het bovenkaaksbeen als de onderkaak: alle andere bekende sauropoden hebben maar één opening. De achterhoofdsknobbel is veel breder dan het achterhoofdsgat en steekt schuin naar beneden. De afhangende tubera basilaria zijn dik en lopen naar achteren uit in twee richels met ertussen een rechthoekige uitholling, net als bij Malawisaurus. Zelf zijn de tubera niet gescheiden door een V-vormige inkeping. Ze zijn breder dan de achterhoofdsknobbel doch raken de quadrata niet. De meer naar voren afhangende processus basipterygoidei lopen evenwijdig en zijn tamelijk lang en nauw. De hersenholte is naar voren gebogen. De reuklobben zijn tamelijk klein maar de oogzenuwen dik. Het binnenoor, met name het labyrint, houdt het midden in grootte tussen de omvangrijkere structuren bij basale Titanosauriformes en de kleinere afmetingen bij meer afgeleide titanosauriërs. Van de halfcirkelvormige kanalen is het zijkanaal langwerpig wat duidt op een aanpassing aan het controleren van zijwaartse, "gierende", bewegingen van de kop. De oriëntatie van het kanaal, aangenomen dat het horizontaal gehouden werd, wijst erop dat de kop 46° afhing. Ook het slakkenhuis is middelbaar in omvang en daarbij vrij ver voorwaarts gelegen. De grote omvang wijst op een goed vermogen tot horen, vooral van lage geluiden.

#### Onderkaken

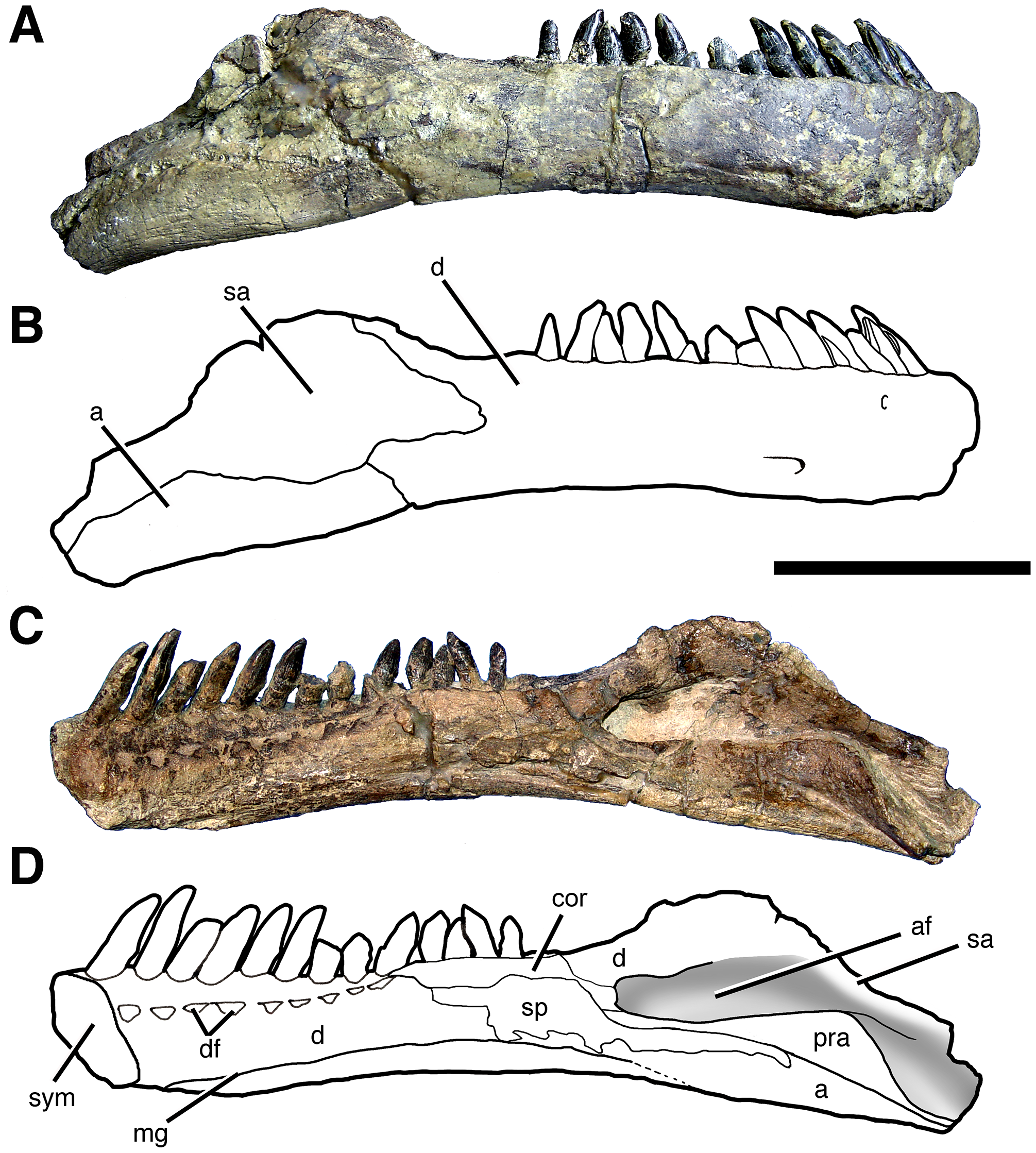
De rechteronderkaak

De onderkaken samen hebben van onderen bezien een U-vormig profiel, net als bij de snuit met een iets spitse punt. De voorkant van de onderkaak is opvallend recht met een constante hoogte in plaats van voren hoger te worden; de bovenrand en onderrand lopen dus evenwijdig. De tandrij wordt aan de buitenkant begrensd door een richel. De voorkant van de symfyse van de onderkaken staat vrijwel verticaal. De raakvlakken van de overdwars dikke symfyse zijn recht in plaats van bol. Het dentarium draagt dertien tanden waarvan de voorste de grootste is. De tandrij loopt naar achteren niet uit in een scherpe richel. De processus coronoides wordt geheel gevormd door het surangulare; het coronoïde vormt een langwerpig, maar niet bijzonder lang, element aan de binnenzijde van de achterste tanden. Het angulare is hoog in zijaanzicht. Het spleniale loopt naar achteren uit in een smalle wigvormige punt tussen angulare en prearticulare. Het articulare en prearticulare lijken vergroeid te zijn.

#### Gebit
De tandkronen overlappen elkaar niet. De tanden van de bovenkaken zijn sterker versleten dan die van de onderkaken. De kronen hebben verticale slijtvlakken die een scherpe hoek maken met de lengteas. De premaxillaire tanden zijn kegelvormig, naar het spits uitlopend in een beitelstructuur. In doorsnede zijn ze lensvormig. Ze houden zo het midden tussen de spatelvormige tanden van meer basale sauropoden en de stiftvormige tanden van meer afgeleide titanosauriërs. De maxillaire tanden hebben een verticale bult aan de binnenzijde, begrensd door twee verticale groeven. Opmerkelijk is dat de maxillaire tanden naar voren hellen en de dentaire tanden onder ongeveer dezelfde hoek naar achteren. De beschrijvers namen aan dat dit hun natuurlijke positie was. De bases van de dentaire tanden hebben een ronde doorsnede; naar beneden raakt de binnenkant van de kroon afgeplat zodat de doorsnee D-vormig wordt. De dentaire tanden hebben een verticale groeve aan de voorste binnenkant. De maxillaire en dentaire tanden hebben ieder twee slijtvlakken, een lagere en een hogere. Bij de dentaire tanden ligt het hoogste slijtvlak op het spits. Dit patroon is uniek in de Sauropoda. Het hoogste dentaire slijtvlak is tamelijk klein en de slijtvlakken van de maxillaire tanden zijn veel omvangrijker. Dit werd gezien als een teken dat de slijtage niet ontstond doordat de tanden met de punten tegen elkaar bewogen. De lagere slijtvlakken zijn een aanwijzing dat ze wel in elkaar grepen. De tanden hebben meestal een Slenderness Index of SI, hoogte gedeeld door breedte, van meer dan drie, wat ze matig langwerpig maakt. Er zijn meestal twee, soms drie, vervangingstanden per positie. De tanden werden om en om vervangen in twee golven die van achter naar voren liepen; dus eerst de achterste tand, dan de derde van achteren etc., en dan de tweede en vervolgens de vierde etc.
Met een elektronenmicroscoop werden kleine groefjes op de tanden waargenomen. Hun richting wees erop dat de kaken een simpele op en neer-beweging maakten zonder te kauwen. Omdat de groeven evengoed door zand veroorzaakt zouden kunnen zijn als door het voedsel, wilden de beschrijvers er geen conclusie uit trekken over het dieet.

##### Voedingsmechanisme
De kaakmechanica van sauropoden werd door vele onderzoekers bestudeerd. Er bestaat algemene consensus dat het voedsel met weinig tot geen orale verwerking ingeslikt werd. Vele studies veronderstellen de aanwezigheid van een gespecialiseerde 'maagmolen' waarin het grootste deel van de verwerking van het ingeslikte plantaardig materiaal plaatsvond. Maar meer recente studies hebben het bestaan van zo'n maag grondig in twijfel getrokken. Calvo is van mening dat bij sauropoden patronen van microscopische slijtage op de tanden bewijs leveren van de richting waarin de kaken bewogen op de sluitoppervlakken van de tanden. Dit bewijs kan geëvalueerd worden door onderzoek van het kaakgewricht. Gebaseerd op zijn studie van microscopische sporen van slijtage op tanden van titanosauriërs en op de morfologie van de onderkaak, stelde Calvo voor dat deze sauropoden een eenvoudig op en neer bewegend kaakmechanisme hadden, gelijksoortig aan het kaakmechanisme dat hij reconstrueerde voor Giraffatitan (Janensch, 1914) (familie Brachiosauridae (Riggs, 1904)), maar verschillend van het kaakmechanisme dat hij voor Diplodocus (Marsh, 1878) (familie Diplodocidae (Marsh, 1884)) voorstelde. Om de vorming van tandslijtage op zowel de labiale als op de linguale oppervlakken te verklaren, suggereerden García en Cerda dat zowel onderling contact van de tanden als contact van de tanden met plantaardig materiaal dit soort tandslijtage veroorzaakten. García and Cerda meenden ook dat het niet mogelijk is om, enkel op basis van het type tandslijtage, nauwkeurig te reconstrueren welke plantensoorten een bepaalde sauropode at. Dit komt omdat het dier regelmatig onachtzaam tezamen met planten zand inslikte dat ook microscopische sporen van slijtage op de tanden achterliet. Bij Sarmientosaurus vertonen de tanden van de premaxilla en van de maxilla (bovenkaak) linguale en distale slijtvlakken, vergezeld van lichte, submediale groeven. De functionele tanden van de onderkaak hebben geen labiale slijtvlakken, maar wel sterke distale slijtvlakken. Distale slijtvlakken op de tanden van de onderkaak komen niet voor in een verzameling van 185 tanden van titanosauriërs uit een verscheidenheid aan geologische formaties die door Garcia en Cerda geanalyseerd werden. Het distale slijtvlak van de tanden van de onderkaak, dat parallel aan de lange as van een tand georiënteerd is, is bij Sarmientosaurus gecorreleerd met de submediale groeve van de boventanden. Dit toont aan dat er een zekere mate van occlusaal contact was tussen de tanden van boven- en onderkaak, zoals bij genera van de klade Macronaria (Sereno et Wilson, 1998). Dit occlusaal contact kwam niet voor bij hoger ontwikkelde titanosauriërs. De bijna verticale slijtvlakken van de tanden en de algemene oriëntatie van sporen van microslijtage, tonen aan dat de kaken van Sarmientosaurus eenvoudig op en neer bewogen zonder te kauwen. De eigenaardige oriëntering van de tandkronen komt niet voor bij andere sauropoden, waardoor het moeilijk is de functionele betekenis ervan te interpreteren. Maar de combinatie van bijna vertikale premaxillaire en mesiale maxillaire tandkronen met de liggende tandkronen van de onderkaak, kan erop wijzen dat gespecialiseerde snijbewegingen in het rostrale deel van de bek het afsnijden van plantaardig materiaal kan hebben vergemakkelijkt.

##### Dieet
Om het dieet van Sarmientosaurus te achterhalen moet men met verschillende factoren rekening houden, zoals het type van tanden dat het dier bezat, de paleoecologische en paleobotanische kenmerken van de tijd en de plaats waar het leefde en wat men weet over de bouw en de houding van het lichaam, waarbij dan vooral de vermoedelijke stand van kop en nek bij leven belangrijk zijn. Volgens Ryan en Vickaryous wijzen de eenvoudige tanden bij sauropoden erop dat het voedsel vooral in de darmen verwerkt werd. Indien dit het geval was, dan moeten sauropoden gespecialiseerde darmen hebben gehad die vezelige planten met weinig voedingswaarde konden verteren. De tanden van Sarmientosaurus vertegenwoordigden de eerste fase in het spijsverteringsproces door plantaardig materiaal af te knippen. Volgens Sereno et al. bewijzen verschillende anatomische kenmerken, zoals de vermoedelijke stand van de kop en de morfologie van het binnenoor en de halswervels, dat onder meer Diplodocus (Marsh, 1878) en Nigersaurus (Sereno, 1999) (beide genera van de superfamilie Diplodocoidea (Marsh, 1884)) op lage hoogte graasden wanneer de nek in neutrale (natuurlijke) positie gehouden werd. De oriëntatie van de achterhoofdsknobbel van het occipitaal been (het achterhoofd) geeft aan dat de schedel gewoonlijk, zoals bij Diplodocus en Nigersaurus, met de snuit naar beneden gericht gehouden werd ten opzichte van de craniocaudale as (de lengteas) van de nek. De gereconstrueerde anatomie van de semicirculaire kanalen van het binnenoor ondersteunt deze interpretatie. En, zoals bij Nigersaurus, had Sarmientosaurus halswervels die van extra luchtkamers voorzien waren. Al deze kenmerken suggereren dat de nek gewoonlijk in een neutrale positie gehouden werd, waardoor Sarmientosaurus enkel relatief laag groeiende planten kon eten. Stevens en Parrish hebben hetzelfde voorgesteld voor andere sauropoden, en stelden ook nog drie mogelijke manieren van grazen voor, nl. door ventraalflexie (waarbij de nek naar onder gebogen wordt), door dorsaalflexie (waarbij de nek opgericht wordt) en door met de nek in een neutrale houding te grazen.

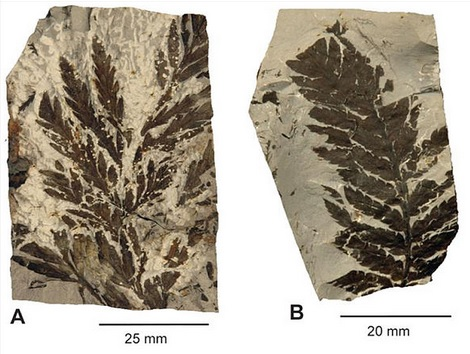
Verkoolde afdrukken van de varen Gleichenia, overgang Onder-Boven-Krijt van de Wayanformatie, Idaho, Verenigde Staten. Deze varen kwam ook voor in de habitat van Sarmientosaurus en maakte mogelijk deel uit van zijn dieet.

Maar al deze hypothetische houdingen zijn voornamelijk gebaseerd op digitale analyses van de nekken van genera sauropoden waarbij dit deel van het skelet goed bewaard bleef, zoals bij Apatosaurus (Marsh, 1877) en Diplodocus. Omdat bij Sarmientosaurus niet alle halswervels bewaard bleven, kunnen deze analyses op dit genus niet toegepast worden. Er zijn ook geen gegevens over de flexibiliteit van de nek, en over de meest relevante lichaamsproporties, zoals bv. de schouderhoogte, kan men enkel speculeren. Volgens Stevens en Parrish graasden de meeste sauropoden op lage en op medium hoogte, maar zij schatten dat bv. Diplodocus louter door zijn grote afmetingen en de lengte van de nek tot op vier meter hoogte kon grazen. Zoals Sereno et al. in het geval van Nigersaurus, argumenteerde Parrish dat diplodociden (Marsh, 1884) en nemegtosauride (Upchurch, 1995) titanosauriërs (Lydekker, 1877) met hun onder een neerwaartse hoek geplaatste schedel, rostraal brede snuiten en rostraal geplaatste tanden, aan het grazen op lage hoogten aangepast waren. Niettegenstaande enkel het eerste kenmerk op Sarmientosaurus van toepassing is, was volgens Martínez et al. ook dit genus waarschijnlijk voornamelijk een lage grazer. Daar de tanden vrij robuust zijn, lijkt het onwaarschijnlijk dat Sarmientosaurus zachte planten at, zoals men voor Nigersaurus had voorgesteld (maar zie). Stevens en Parrish argumenteerden dat titanosauriërs, en vooral de meer gespecialiseerde genera van de klade, hun tanden gebruikten om bladeren van takken te strippen of om plantaardig materiaal af te snijden, maar dan wel zachter plantaardig materiaal dan basale macronaria (Wilson & Sereno, 1998), zoals Giraffatitan (Paul, 1988) en Camarasaurus (Cope, 1877), konden verwerken.
Het is algemeen aanvaard dat tijdens het Cenomanien de bedektzadige planten dominant werden in de continentale macroflora, en dus ook in Patagonië. Het is dus waarschijnlijk dat Sarmientosaurus zich regelmatig met deze bloemdragende planten voedde. Ook grassen (familie Poaceae) kunnen een mogelijke voedselbron geweest zijn, alhoewel de oudst bekende fossielen jonger zijn dan het vroege Laat-Krijt. Maar het is mogelijk dat grassen al tijdens het "Midden"-Krijt in Gondwana ontstonden. De Lower Member van de Bajo Barreal-formatie, waarin Sarmientosaurus ontdekt werd, bevat ook versteend hout van de conifeer Agathoxylon (Harting, 1848) (phylum Pinophyta, orde Pinales, familie Araucariaceae) en pollen van de bedektzadige genera Liliacidites (Couper, 1953), Nyssapollenites (Thiergart, 1937), Rousea (Srivastava, 1969), Tricolpites (Couper, 1953) en Verrutricolpites (Pierce, 1961). Op ongeveer 900 km ten zuiden van de vindplaats van Sarmientosaurus werden resten van varens en coniferen ontdekt en een verzameling bladeren van angiospermen in sedimenten uit het Cenomanien-Coniacien van de Mata Amarilla-formatie in de provincie Santa Cruz. Deze flora bestaat uit een twaalftal morfotypes (een groep van verschillende types individuen van dezelfde soort in een populatie) die verdeeld zijn over de afzettingen van een mariene habitat en die van een overstromingsvlakte. Deze laatste is vergelijkbaar met de paleohabitat die voor de Lower Member van de Bajo Barreal-formatie gereconstrueerd werd. De fossiele bladeren uit de Mata Amarilla-formatie zijn afkomstig van de soorten Laurophyllum (Goeppert, 1853), Sterculia, Myrcia en Peumus. Laurophyllum en Sterculia zijn indicatief voor een vochtig, subtropisch klimaat. Gezien de geografische en stratigrafische nabijheid van de Bajo Barreal- en Mata Amarilla-formatie is het waarschijnlijk dat Sarmientosaurus in dit type paleoklimaat leefde. Dit wordt door de morfologie van het fossiele hout van Agathoxylon uit de Bajo Barreal-formatie bevestigd. De zwakke groeiringen duiden op het ontbreken van een duidelijk seizoensgebonden klimaat. Naast bedektzadige planten maakten Gleichenia-achtige varens, Cycadales en paardenstaarten (familie Equisetaceae) waarschijnlijk ook deel uit van het dieet van Sarmientosaurus, zoals ook voorgesteld werd voor sauropoden die op andere continenten en tijdens andere tijdsintervallen leefden.

#### Postcrania

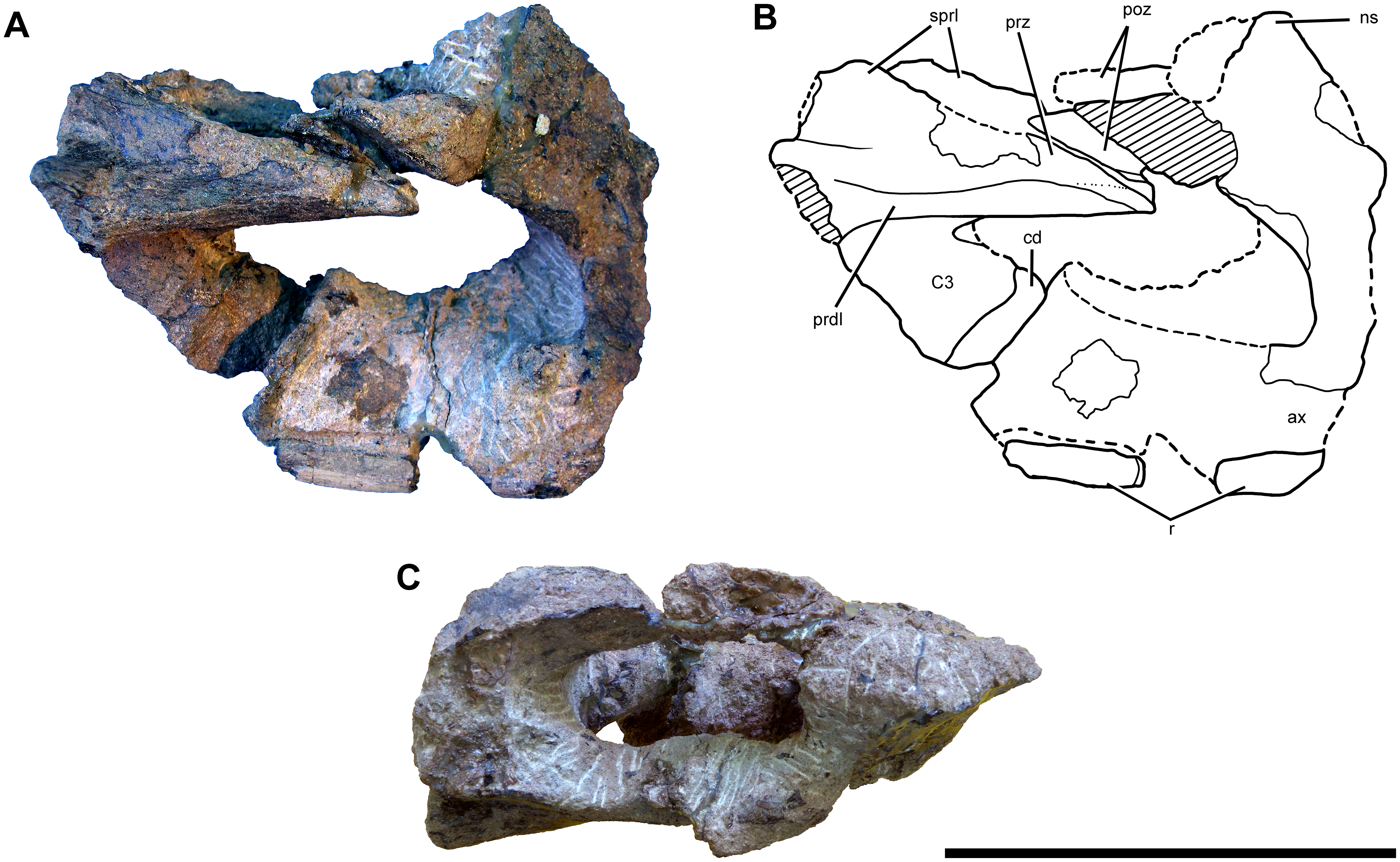
De draaier en derde halswervel van bezijden rechts (A, B) en boven (C) bezien

De halswervels zijn laag en langwerpig. De draaier heeft een opvallend holle achterkant. Het doornuitsteeksel maakt een hoek van 50° met de driehoekige wervelboog en is daarmee matig hellend. De achterste gewrichtsuitsteeksels steken uitzonderlijk ver naar achteren, tot duidelijk voorbij de rand van het wervellichaam. De draaier is niet gepneumatiseerd. Bij de derde halswervel steken de voorste gewrichtsuitsteeksels schuin omhoog onder een hoek van 30°. Bij de gebroken vijfde halswervel is zichtbaar dat het interne bot vele kleine luchtkamertjes bevat. Bij de zesde halswervel is op de zijkant een kleine langwerpige pleurocoel zichtbaar aan de bovenkant begrensd door een richel. De voorste gewrichtsuitsteeksels worden aan hun onderkanten ondersteund door losstaande beenbalkjes, die men interpreteerde als een wijziging van de gebruikelijke plaatvormige richels door de aanwezigheid van een perforatie in de plaat zodat het overblijvende gedeelte een ovale dwarsdoorsnede krijgt, een unieke eigenschap. Het wervellichaam is 4,15 maal zo lang als hoog, een hoge waarde. Ook de zevende halswervel bezit pleurocoelen die elkaar intern dicht naderen, een tussenschot van maar 6,5 millimeter overlatend. Het doornuitsteeksel is opvallend ver achterwaarts geplaatst.
De nekribben zijn tamelijk delicaat gebouwd, dun en staafvormig.

### Verbeende pees

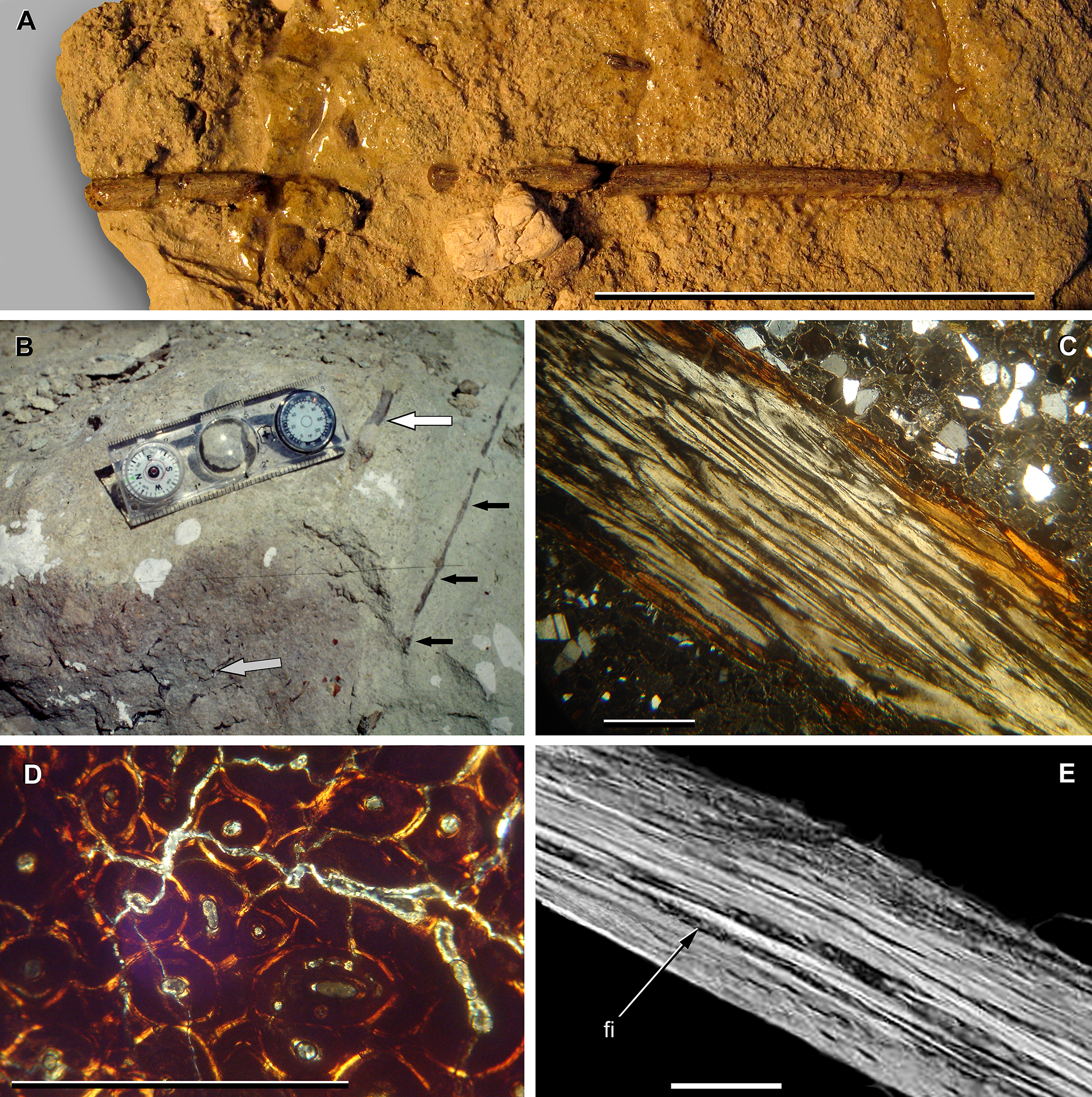
De verbeende pees

Evenwijdig aan de posities van de nekribben is aan de onderste rechterbuitenkant een kabelvormige structuur met een constante doorsnede van drie millimeter aangetroffen die geïnterpreteerd werd als een verbeende pees. De structuur begint direct achter de schedel en loopt over de lengte van verschillende wervels door, dus over een afstand van enkele meters. Men concludeerde dat het geen nekrib kon wezen aangezien die dikker zijn en op een andere plaats liggen. De doorsnede van de vermeende pees is ovaal en haar oppervlak is ruw en gegroefd. Intern is de pees doortrokken van Haversiaanse aderkanalen die duiden op een snelle groei en opgebouwd uit lengtevezels, zoals die ook kunnen worden waargenomen in de pezen van huidige vogels. Nu zijn de nekribben zelf ook afkomstig van verbeende pezen en het was dus mogelijk dat de structuur daar een verlengde van vormde. Dat past echter niet bij haar waargenomen positie. Een dergelijke verbeende pees is van geen enkele andere fossiele dinosauriër bekend, maar enkele vogelgroepen, zoals de kraanvogels, hebben verbeende pezen in de nekspieren lopen, zij het dat ze daar één of hoogstens twee wervels lang zijn. Men vermoedde dat de pees verbonden was met de Musculus rectus capitis anterior ventralis die bij Diapsida naar de tuber basilare op de onderste hersenpan loopt. Andere mogelijkheden zijn de Musculus longus colli ventralis of de Musculi intertransversarii. Het herwerkte botweefsel van de pees duidt erop dat de verbening zich al op jonge leeftijd voordeed, een verschijnsel dat ook van de Ornithischia bekend is. Het is dus geen teken van een hoge ouderdom.

## Fylogenie
Sarmientosaurus werd binnen de Titanosauria in de Lithostrotia geplaatst, in een basale positie boven Malawisaurus in de stamboom.
Een opmerkelijk element in de kladistische analyses was dat de Braziliaanse Tapuiasaurus veel afgeleider uitviel — en ook morfologisch duidelijk afgeleider is met een langgerekte schedel met stiftvormige tanden voor in de kaken — maar vermoedelijk vijfentwintig miljoen jaar ouder is. Dat duidt erop dat Sarmientosaurus een "ouderwetse" afstammingslijn vertegenwoordigt die het kennelijk in Zuid-Amerika tot in het Opper-Krijt uithield, mogelijk door het bezetten van een aparte niche.